# Пепкино
Пепкино (мар. Цартак) — деревня в Горномарийском районе Республики Марий Эл России. Входит в состав Еласовского сельского поселения.

## Этимология
Название деревни образовано от марийского мужского имени Пепа, Пепай. Марийское название деревни Цартак происходит от прозвища и означает «калека», «одноногий».

## География
Деревня находится в юго-западной части республики в зоне хвойно-широколиственных лесов, к западу от автодороги 88К-029, на расстоянии примерно 10 километров (по прямой) к югу от города Козьмодемьянска, административного центра района. Абсолютная высота — 166 метров над уровнем моря.

### Климат
Климат характеризуется как умеренно континентальный, с умеренно холодной снежной зимой и относительно тёплым летом. Среднегодовая температура воздуха — 3,3 °С. Средняя температура воздуха самого тёплого месяца (июля) — 18,9 °C (абсолютный максимум — 37 °C); самого холодного (января) — −12,4 °C (абсолютный минимум — −44 °C). Продолжительность устойчивых морозов в среднем 127 дней. Среднегодовое количество атмосферных осадков составляет 518 мм, из которых около 358 мм выпадает в период с апреля по октябрь.

### Часовой пояс
Деревня Пепкино, как и вся Марий Эл, находится в часовой зоне МСК (московское время). Смещение применяемого времени относительно UTC составляет +3:00.

## Население
| 2002 | 2010 | 2013 | 2014 |
| ---- | ---- | ---- | ---- |
| 64   | ↘57  | ↗60  | ↗63  |

### Национальный состав
Согласно результатам переписи 2002 года, в национальной структуре населения марийцы составляли 97 %.

## Археология
Близ деревни Пепкино находится одиночный курган абашевской культурно-исторической общности с тремя погребениями: двумя одиночными и одним центральным коллективным.